# Jessica osoriana
Jessica osoriana är en spindelart som först beskrevs av Cândido Firmino de Mello-Leitão 1922. 
Jessica osoriana ingår i släktet Jessica och familjen spökspindlar. Inga underarter finns listade i Catalogue of Life.